# Beijing Iron Brothers
I Beijing Iron Brothers sono una squadra di football americano di Pechino, in Cina.

## Dettaglio stagioni

### Tornei nazionali

#### Campionato

##### AFLC/CNFL
| Stagione | regular season | regular season | regular season | regular season | regular season | regular season | playoff | playoff | playoff | playoff | playoff | playoff          | playoff             |
|          | Vin            | Par            | Per            | Tot            | PF             | PS             | Vin     | Per     | Tot     | PF      | PS      | risultato        | avversaria          |
| -------- | -------------- | -------------- | -------------- | -------------- | -------------- | -------------- | ------- | ------- | ------- | ------- | ------- | ---------------- | ------------------- |
| 2016     | 2              | 0              | 2              | 4              | 84             | 48             | -       | -       | -       | -       | -       | -                | -                   |
| 2017     | 4              | 0              | 0              | 4              | 102            | 18             | 0       | 1       | 1       | 20      | 50      | Quarti di finale | Shanghai Nighthawks |
| 2018     | 1              | 0              | 3              | 4              | 53             | 127            | -       | -       | -       | -       | -       | -                | -                   |
| 2019     | 1              | 0              | 4              | 5              | 62             | 274            | -       | -       | -       | -       | -       | -                | -                   |
| Totale   | 8              | 0              | 9              | 17             | 301            | 467            | 0       | 1       | 1       | 20      | 50      |                  |                     |

Fonti: Enciclopedia del Football - A cura di Roberto Mezzetti